# Неаполитанский метрополитен
Неаполитанский метрополитен (итал. Metropolitana di Napoli) — система линий скоростного транспорта Неаполя. В состав системы принято включать как линии собственно метрополитена, так и участки пригородных железнодорожных линий, а также четыре фуникулёра.

## История
Во второй половине XIX — первой половине XX века в Неаполе был сооружён ряд городских и пригородных железных дорог, которые были слабо связаны между собой, однако имели несколько подземных участков. Планы сооружения единой сети были впервые предложены в 1950-е гг., строительство началось в 1976 году, однако первый участок подземной линии (Vanvitelli — Colli Aminei, 4 км, 6 станций) вступил в строй только в 1993 году. Позднее были сооружены новые линии метрополитена, участки существовавших железнодорожных линий и фуникулёры были реорганизованы в единую сеть.

## Линии
Линия 1 Piscinola — Garibaldi (желтая) включает в себя 19 станций. В основном — глубокого заложения, северная часть наземная. Длина линии — 18,8 км. Связывает исторический центр города с северной частью. Планируется продление линии через аэропорт с замыканием её в кольцо.
Линия 2 Pozzuoli — San Giovanni Barra включает в себя 12 станций. Длина линии 18,9 км.
Линия 6 Mostra — Mergelina (голубая) состоит из 4 станций, сооружена в 2006 году. Проходит в западной части города. Длина 2,3 км. Линия глубокого заложения.
Линии управляются разными операторами: линии 1 и 6 — Metronapoli, линия 2 — Trenitalia.

## Подвижной состав
- Линия 1 — CAF Inneo
- Линия 2 — ETR 425 Jazz, ETR 104 Pop
- Линия 6 — T 67
- Линия 11 — ACOTRAL MA 100, CAF Inneo

## Режим работы
Линия 1 работает с 6:00 до 23:00 (станция Piscinola закрывается в 22:20). Линия 6 работает с 7:30 до 14:30 только по рабочим дням. Интервалы составляют 6 минут в часы пик, 8-10 минут в течение дня, 15 минут после 21:00.

### Оплата проезда
Неаполитанский метрополитен управляется тремя независимыми компаниями и вместе с автобусами, трамваями и троллейбусами формирует систему общественного транспорта столицы Кампании с единой билетной системой. Стоимость проездного билета действительного в метро Неаполя составляет 1.20 €. Также есть билет за 1,70 €, который действует 90 минут на всех видах общественного транспорта без ограничения количества поездок. Кроме этого, в продаже имеется билет на 1 день за 4.20 € (5.10 € для всех видов транспорта), на 1 неделю – за 12,50 €, на месяц – 35,00 €. 
Билет обязательно нужно прокомпостировать и сохранять до конца поездки. Штраф за безбилетный проезд в общественном транспорте Неаполя – 40 EUR.

## Перспективы
Планируется сооружение трёх новых линий и продление практически всех существующих, с тем чтобы довести общую длину сети до 93 км (с учётом планируемых трамвайных линий — 123 км). Число станций достигнет 114, среди которых будет 21 пересадочных. Точные сроки выполнения данной программы неизвестны; в любом случае, в последние годы[уточнить] строительство ведётся крайне медленно.

Для улучшения туристической привлекательности в Неаполе реализуется проект Mam (Музей метро), предполагающий улучшение внешнего облика станций метро. "Космическое" оформление станции Толедо по проекту архитекторов Массимилиано Фуксаса и Дориана Мадрелли уже сделало её одной из самых красивых станций метро в Европе.

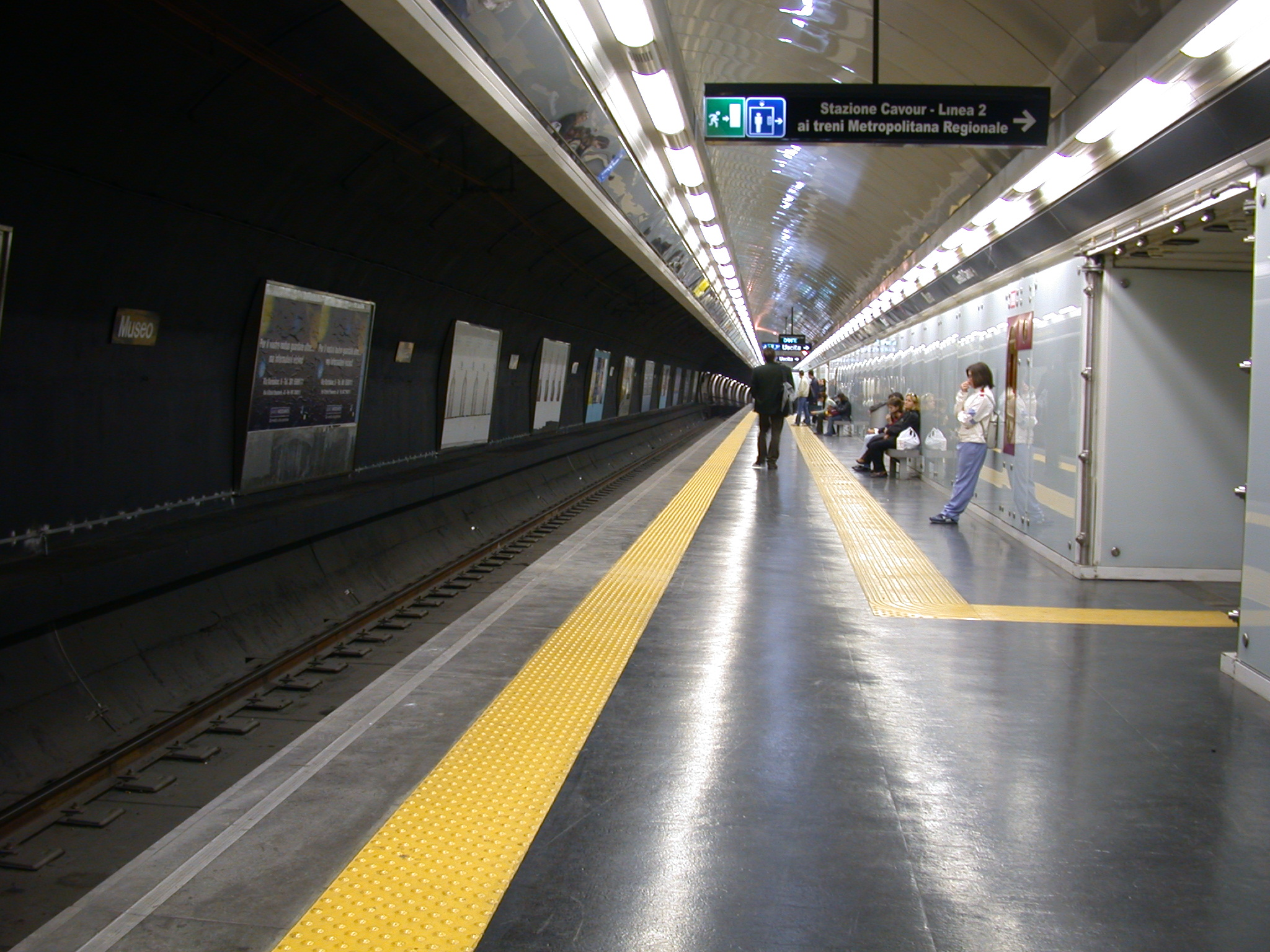
Станция Museo (Музео), линия 1
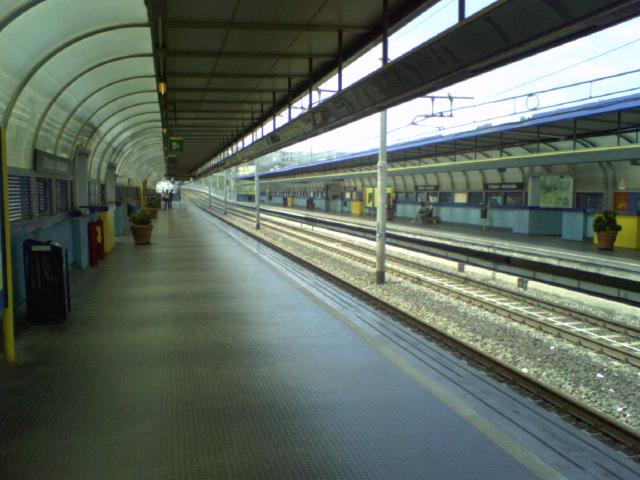
Станция Chiaiano (Кьяйано), линия 1